# Gerald Moore

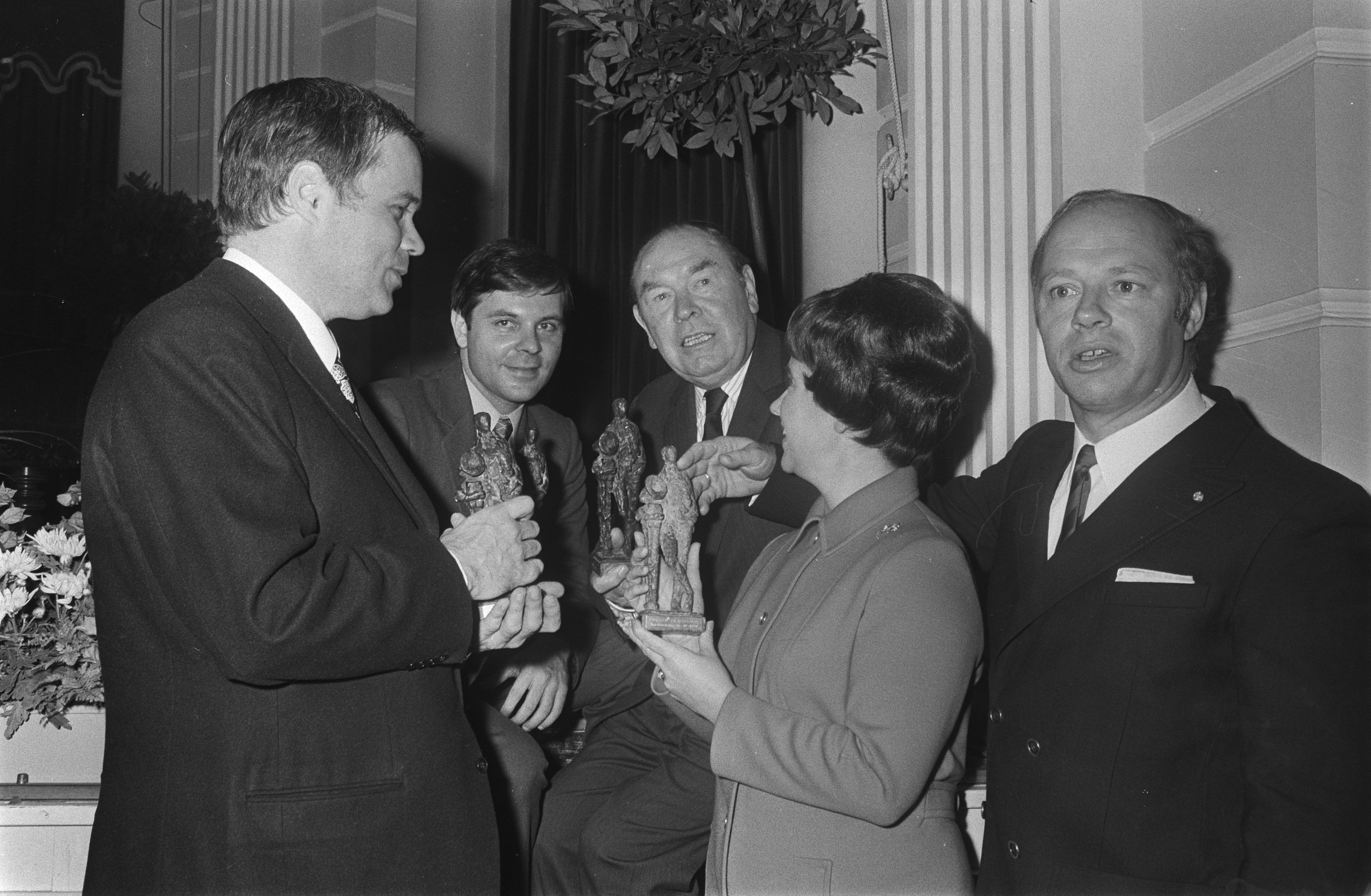
Dietrich Fischer-Dieskau, Stephen Kovacevich, Gerald Moore, Elly Ameling & Bernard Haitink (1970)

Gerald Moore, CBE (* 30. Juli 1899 in Watford/Hertfordshire; † 13. März 1987 in Penn, Buckinghamshire) war ein englischer Pianist und der Liedbegleiter zahlreicher berühmter Sänger des 20. Jahrhunderts.

## Leben
Moore erhielt seine Ausbildung in Toronto. Er begleitete einige wichtige Instrumentalisten wie Pablo Casals, wurde aber vor allem durch seine Arbeit mit Sängern bekannt. Unter anderem war er Klavierpartner von Janet Baker, Kathleen Ferrier, Dietrich Fischer-Dieskau, Hans Hotter, Alexander Kipnis, Victoria de los Angeles, Christa Ludwig und Elisabeth Schwarzkopf. Es gilt als sein Verdienst, den Status des Begleiters von der rein untergeordneten Rolle zu der eines gleichwertigen künstlerischen Partners gehoben zu haben. Dabei beeindruckte er die Sänger vor allem auch durch seine Fähigkeit, Lieder scheinbar mühelos je nach Bedarf von der Originaltonart nach oben oder unten zu transponieren (in Anpassung an die Tagesform und Stimmlage mancher Sänger).
Außerdem hielt Moore Vorlesungen und schrieb über Musik, wie in seinen Memoiren Bin ich zu laut? (Am I Too Loud?). Diese literarische Tätigkeit setzte er auch nach seinem Abschiedskonzert 1967 fort, bei dem er Fischer-Dieskau, de los Angeles und Schwarzkopf zum letzten Mal öffentlich begleitete. 1970–72 wagte er, schon schwer krank, mit Dietrich Fischer-Dieskau das immense Unternehmen einer Gesamtaufnahme aller Schubert-Lieder.
1954 wurde Gerald Moore zum Commander des Order of the British Empire ernannt.

## Schriften
- Freimütige Bekenntnisse eines Begleiters. Heimeran, München 1961.
- Bin ich zu laut? Erinnerungen eines Begleiters. Wunderlich, Tübingen 1963. ISBN 3-7618-1212-4
- Schuberts Liederzyklen. Gedanken zu ihrer Aufführung. Wunderlich, Tübingen 1975. ISBN 3-8052-0248-2
- Abschiedskonzert. Weitere Erinnerungen. Wunderlich, Tübingen 1978. ISBN 3-8052-0303-9
- Dichterliebe. Die Lieder und Liederzyklen Robert Schumanns. Wunderlich, Tübingen 1981. ISBN 3-8052-0335-7